# Palais de glace Podmoskovie
Le Palais de glace Khimik (en russe : Ледовый дворец «Химик») est une patinoire de Voskressensk en Russie. Sa construction s'est achevée en 2007.
Il accueille notamment l'équipe de hockey sur glace du Khimik Voskressensk. La patinoire a une capacité de 4500 spectateurs.